# Old England
Old England er en bygning i nærheden af kongeslottet i det centrale Bruxelles, Belgien. Huset er opført som butiksejendom, oprindeligt med kontorer og beboelse i de øverste etager.

## Historie
Bygningen er opført i 1899 af arkitekten Barnabé Guimard, og har en facade af hovedsageligt glas og stål. Byggestilen er art nouveau / jugendstil med et strejf af sen- 1800-tals nyklassicisme. Firmaet Old England forlod bygningen i 1972, og i 1978 overtog staten ejendommen med henblik på at anvende denne som museum. En omfattende restaurering af huset påbegyndtes i 1989 og i 2000 åbnede Musikinstrumentmuseet.
Med sin placering på Rue Montagne de la Cour 2 på Mont des Arts ligger bygningen – som nævnt – lige op ad kongeslottet samt foran Magrittemuseet.

## Transport
Old England ligger i gåafstand fra byens centrum. Herudover er der kort afstand til Metrostationen i Central Park, hvor linjerne 1A og 1B stopper. Sporvognslinierne 92, 93 og 94 stopper ved kongeslottet, ligesom en mængde bybuslinier.

## Musikinstrumentmuseet
Bygningen rummer i dag Musikinstrumentmuseet i Bruxelles, som er en underafdeling af Det kongelige museum for kunst og Historie. 
Museet har en samling bestående af over 1.500 musikinstrumenter.